# Mirow
Mirow is een stad in de Duitse deelstaat Mecklenburg-Voor-Pommeren, en maakt deel uit van de Landkreis Mecklenburgische Seenplatte. Mirow telt 3.883 inwoners.
Sinds 1919 is Mirow officieel een stad.
Op een eiland ligt Schloss Mirow, een barokkasteel. De stad is door een kleine spoorlijn verbonden met Neustrelitz.
De plaats bestaat voornamelijk van het toerisme. Mirow heeft de status van Staatlich anerkannter Erholungsort. 

## Geografie
Het stadje Mirow ligt ruim 25 kilometer ten zuidwesten van Neustrelitz,  in het zuiden van de deelstaat Mecklenburg-Voor-Pommeren midden in de Mecklenburgische Seenplatte, aan de zuidkant van het  meer Mirower See. Tot de gemeente behoren de volgende ortsteile:
| - Babke - Blankenförde - Diemitz - Fleeth | - Granzow - Kakeldütt - Leussow - Peetsch | - Qualzow - Roggentin - Schillersdorf - Starsow |

## Geboren in Mirow
- Charlotte van Mecklenburg-Strelitz (1744-1818), geboren in het Untere Schloss, van 1761 tot haar dood koningin van  het Verenigd Koninkrijk
- Hanne Sobek (1900-1989), voetballer

## Afbeeldingen

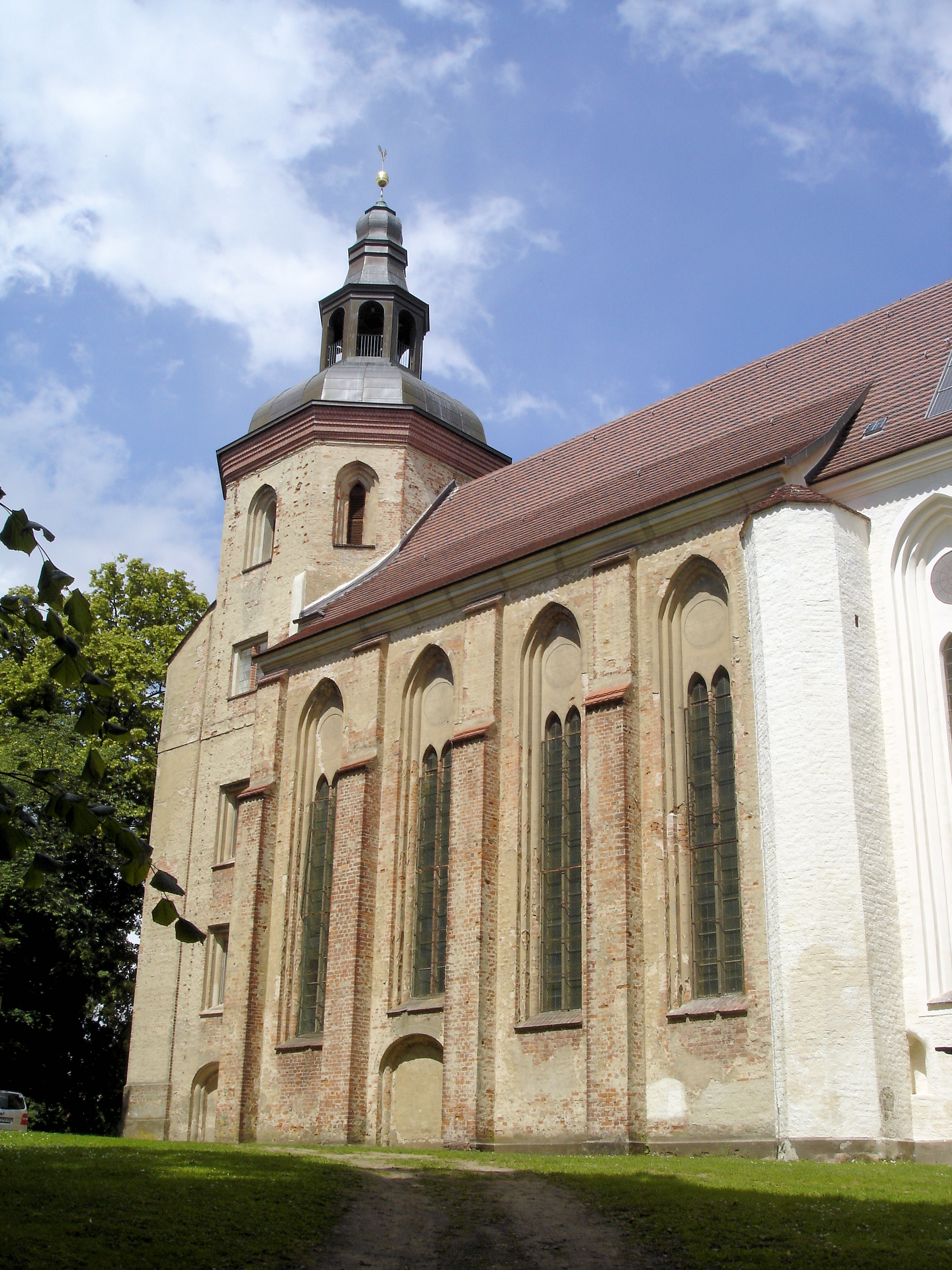
Johannieters- of Slotkerk
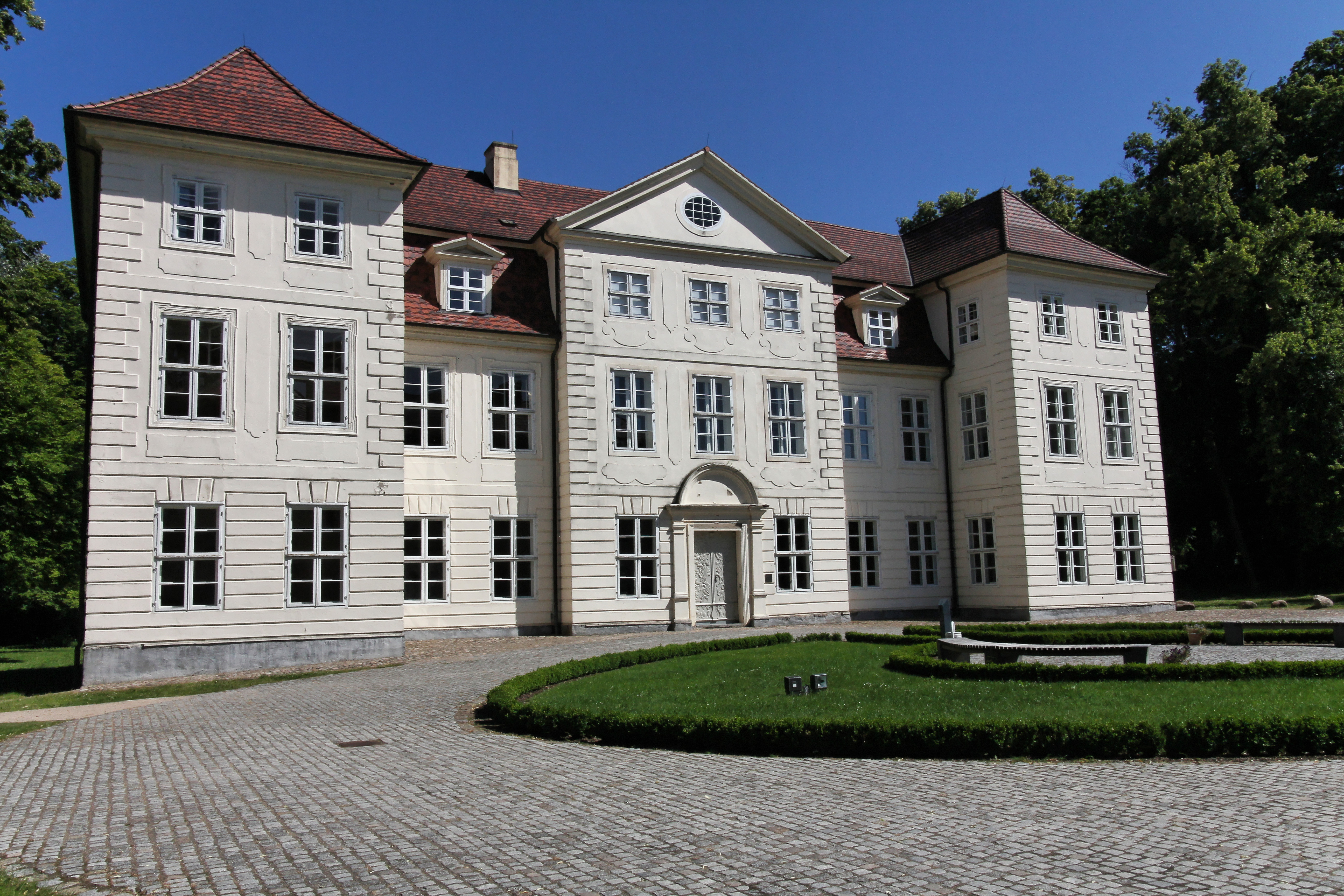
Kasteel Mirow op het kasteeleiland (Schlossinsel) in het meer Mirower See
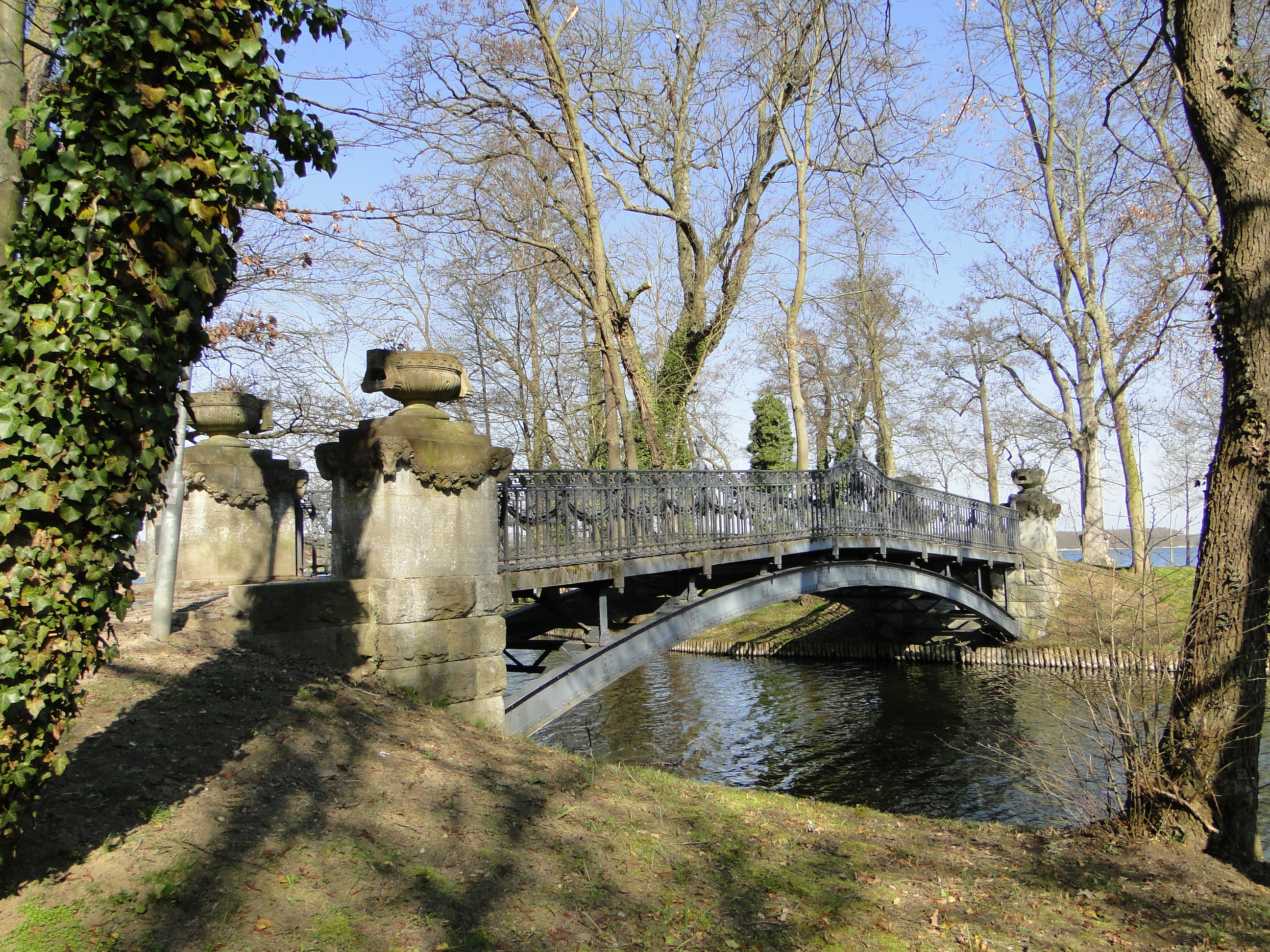
Bruggetje van Schlossinsel naar het zogenaamde  liefdeseiland, Liebesinsel
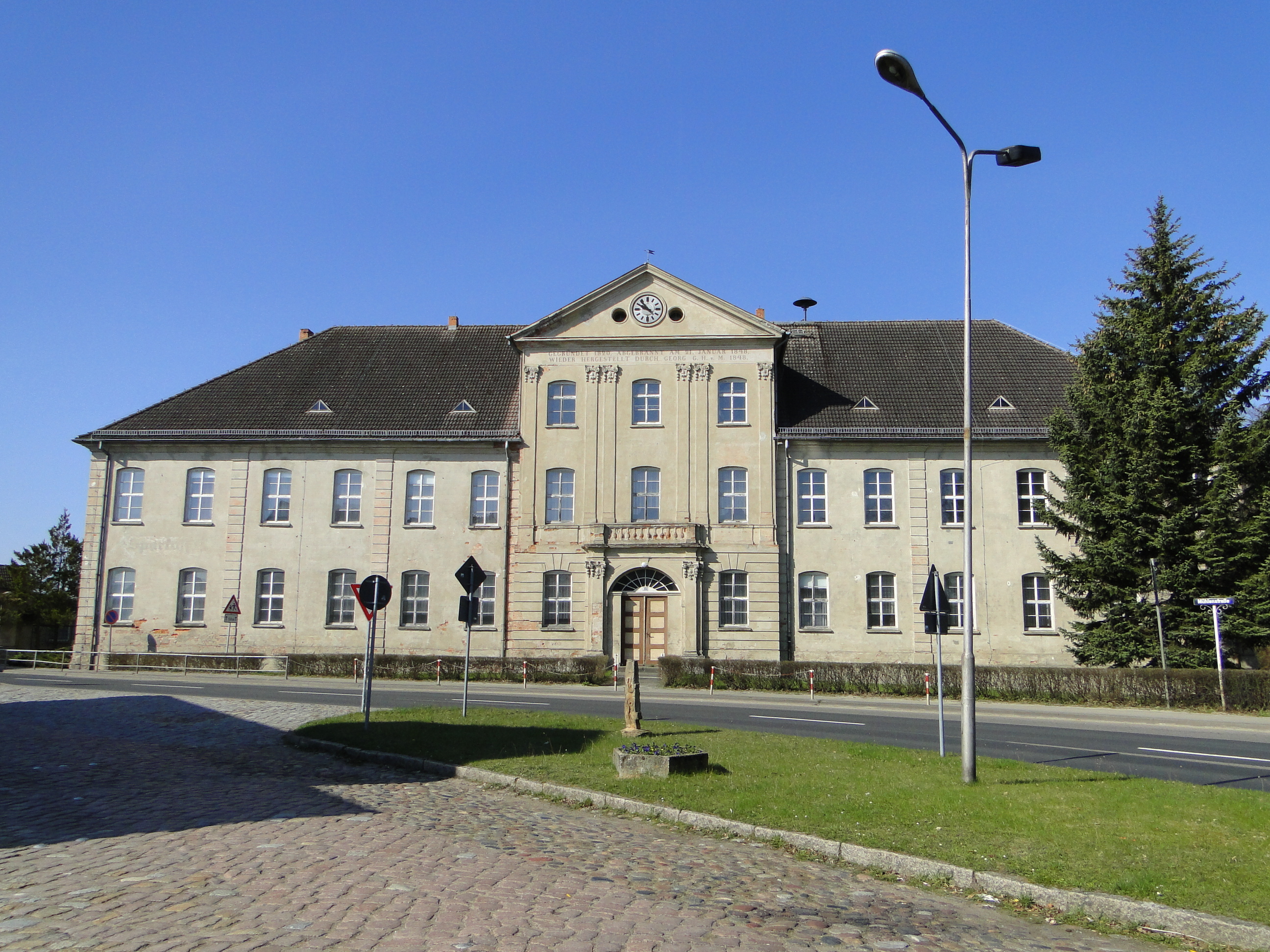
Het Untere Schloss, dat tot 2006 als schoolgebouw fungeerde